# Мурованокуриловецька селищна рада
Муро́ванокурилове́цька се́лищна ра́да — адміністративно-територіальна одиниця та орган місцевого самоврядування в Мурованокуриловецькому районі Вінницької області. Адміністративний центр — селище міського типу Муровані Курилівці.

## Загальні відомості
Мурованокуриловецька селищна рада утворена в 1967 році.
- Територія ради: 8,269 км²
- Населення ради: 6 113 особи (станом на 1 січня 2011 року)
- Територією ради протікає річка Жван

## Населені пункти
Селищній раді підпорядковані населені пункти:
- смт Муровані Курилівці

## Склад ради
Рада складається з 22 депутатів та голови.
- Голова ради: Цибульська Галина Миколаївна
- Секретар ради: Андрущак Людмила Іванівна

### Керівний склад попередніх скликань
| Прізвище, ім'я, по батькові  | Основні відомості                                                | Дата обрання | Дата звільнення |
| ---------------------------- | ---------------------------------------------------------------- | ------------ | --------------- |
| Цибульська Галина Миколаївна | Селищний голова, 1960 року народження, освіта вища, позапартійна | 26.03.2006   | 31.10.2010      |
| Цибульська Галина Миколаївна | Селищний голова, 1960 року народження, освіта вища, позапартійна | 31.10.2010   | 25.10.2015      |
| Цибульська Галина Миколаївна | Селищний голова, 1960 року народження, освіта вища, позапартійна | 25.10.2015   |                 |

Примітка: таблиця складена за даними сайту Верховної Ради України та ЦВК

### Депутати VII скликання
За результатами місцевих виборів 2015 року:
- Кількісний склад ради: 22
- Кількість обраних: 21
- Кількість мандатів, що залишаються вакантними: 1

#### За суб'єктами висування
| Суб'єкт висування                          | Кількість обраних депутатів | %     |
| ------------------------------------------ | --------------------------- | ----- |
| Самовисування                              | 15                          | 71.43 |
| Партія Блок Петра Порошенка «Солідарність» | 5                           | 23.81 |
| Політична партія Народний Рух України      | 1                           | 4.76  |

#### За округами
| № округу | Прізвище, ім'я, по батькові                   | Ким висунуто                                  | Дата нар.                                     | Освіта                                        | Партійна приналежність                        | Відомості |
| -------- | --------------------------------------------- | --------------------------------------------- | --------------------------------------------- | --------------------------------------------- | --------------------------------------------- | --- |
| 1        | Кучерук Олександр Вікторович                  | БПП «Солідарність»                            | 22.09.1984                                    | професійно-технічна                           | БПП «Солідарність»                            | Тимчасово не працює |
| 2        | Гвоздюк Юрій Анатолійович                     | БПП «Солідарність»                            | 26.07.1975                                    | вища                                          | безпартійний                                  | митна територія Вінницької області, головний спеціаліст                                                                                     |
| 3        | Базишен Василь Дмитрович                      | БПП «Солідарність»                            | 02.08.1976                                    | вища                                          | безпартійний                                  | Мурованокуриловецька РДА, нач.відділу ЖКГ                                                                                                   |
| 4        | Варгоцька Антоніна Миколаївна                 | БПП «Солідарність»                            | 19.06.1965                                    | вища                                          | безпартійна                                   | централізована бухгалтерія відділу культури і туризму, головний бухгалтер                                                                   |
| 5        | Андрухов Володимир Павлович                   | Самовисування                                 | 27.07.1951                                    | вища                                          | безпартійний                                  | Мурованоку риловецька лікарня планового лікування, заступник головного лікаря з технічних питань та інженер з охорони праці                 |
| 6        | Шемчук Олег Миколайович                       | Самовисування                                 | 21.04.1978                                    | професійно-технічна                           | безпартійний                                  | приватний підприємець, приватний підприє мець                                                                                               |
| 7        | Книжник Ірина Валеріївна                      | Самовисування                                 | 23.12.1977                                    | вища                                          | безпартійна                                   | ФГ Красна, бухгалтер |
| 8        | Реморов Ярослав Станіславович                 | Самовисування                                 | 05.01.1972                                    | вища                                          | безпартійний                                  | Михайлове цький професійний аграрний ліцей, директор                                                                                        |
| 9        | Фірманюк Володимир Анатолійович               | Самовисування                                 | 22.04.1964                                    | професійно-технічна                           | безпартійний                                  | приватний підприємець |
| 10       | Мацюк Анатолій Анатолійович                   | Самовисування                                 | 21.03.1984                                    | вища                                          | безпартійний                                  | Мурованоку риловецька електромере жа, електро монтер по заміні електролічильників                                                           |
| 11       | Вибодовський Олександр Антонович              | Самовисування                                 | 10.05.1966                                    | загальна середня                              | безпартійний                                  | громадське формування «Варта» МК, в.о.замісника керівника                                                                                   |
| 12       | Стозуб Олександр Іванович                     | Самовисування                                 | 19.06.1965                                    | вища                                          | безпартійний                                  | Мурованоку риловецька загальноосвітня санаторна школа інтернат I–III ступенів для дітей з захворюваннями серцево-судинної системи, директор |
| 13       | Бринзюк Віктор Олександрович                  | Самовисування                                 | 01.06.1966                                    | вища                                          | безпартійний                                  | Приватний підприємець |
| 14       | Багрій Петро Васильович                       | Самовисування                                 | 12.07.1976                                    | вища                                          | безпартійний                                  | Відділ освіти Мурованокуриловецької РДА, начальник                                                                                          |
| 15       | Веклюк Валентина Миколаївна                   | БПП «Солідарність»                            | 12.09.1962                                    | вища                                          | безпартійна                                   | Відділ Мурованокури ловецької РДА, начальник відділу культури і туризму                                                                     |
| 16       | Німець Василь Григорович                      | Самовисування                                 | 28.05.1960                                    | вища                                          | безпартійний                                  | приватний підприємець |
| 17       | Бернада Петро Володимирович                   | Самовисування                                 | 15.06.1966                                    | вища                                          | безпартійний                                  | ДП «Мурованокурило- вецький водоканал», інженер                                                                                             |
| 18       | Цикалюк Ніна Миколаївна                       | Самовисування                                 | 01.01.1963                                    | вища                                          | безпартійна                                   | Мурованокуриловецький дитячий садок «Сонечко» № 2, завідувачка                                                                              |
| 19       | Призначено повторне голосування на 15.11.2015 | Призначено повторне голосування на 15.11.2015 | Призначено повторне голосування на 15.11.2015 | Призначено повторне голосування на 15.11.2015 | Призначено повторне голосування на 15.11.2015 | Призначено повторне голосування на 15.11.2015                                                                                               |
| 20       | Дідушок Лариса Борисівна                      | Самовисування                                 | 29.09.1971                                    | вища                                          | безпартійна                                   | Мурованокуриловецький фінансовий відділ, ревізор інспектор по фінансуванню підприємців комунальної власності                                |
| 21       | Андрущак Людмила Іванівна                     | Самовисування                                 | 21.12.1972                                    | вища                                          | безпартійна                                   | Мурованокуриловецька селищна рада, секретар                                                                                                 |
| 22       | Чорна Тетяна Олексіївна                       | Народний Рух України                          | 29.08.1961                                    | вища                                          | безпартійна                                   | Приватний підприємець |

### Депутати VI скликання
За результатами місцевих виборів 2010 року депутатами ради стали:

#### За суб'єктами висування
| Суб'єкт висування                                       | Кількість обраних депутатів | %    |
| ------------------------------------------------------- | --------------------------- | ---- |
| Комуністична партія України                             | 15                          | 46,9 |
| Партія регіонів                                         | 11                          | 34,4 |
| Політична партія Всеукраїнське об'єднання «Батьківщина» | 2                           | 6,3  |
| Самовисування                                           | 2                           | 6,3  |
| Партія «Реформи і порядок»                              | 1                           | 3,1  |
| Християнсько-демократична партія України                | 1                           | 3,1  |

#### За округами
| № округу                                                | Прізвище, ім'я, по батькові    | Дата визнання обраним | Освіта  | Партійна приналежність                         | Відомості про обраного депутата                          |
| ------------------------------------------------------- | ------------------------------ | --------------------- | ------- | ---------------------------------------------- | -------------------------------------------------------- |
| Комуністична партія України                             |                                |                       |         |                                                |                                                          |
| 1                                                       | Венгер Анатолій Петрович       | 03.11.2010            | середня | позапартійний                                  | тимчасово не працює                                      |
| 2                                                       | Котик Віктор Іванович          | 03.11.2010            | середня | позапартійний                                  | районні електромережі, комірник                          |
| 3                                                       | Муляр Борис Васильович         | 03.11.2010            | середня | позапартійний                                  | пенсіонер                                                |
| 5                                                       | Кондратюк Майя Миколаївна      | 03.11.2010            | середня | член Комуністичної партії України              | ЦРЛ, старша медсестра поліклінічного відділення          |
| 9                                                       | Андрухов Володимир Павлович    | 03.11.2010            | середня | член Комуністичної партії України              | ЦРЛ, заступник головного лікаря по господарській частині |
| 10                                                      | Корнійчук Валентина Миколаївна | 03.11.2010            | вища    | позапартійна                                   | загальноосвітня школа № 1, вчитель                       |
| 11                                                      | Михайловська Лілія Анатоліївна | 03.11.2010            | вища    | позапартійна                                   | ЦРЛ, лікар                                               |
| 14                                                      | Кухар Надія Володимирівна      | 03.11.2010            | середня | позапартійна                                   | РДА, головний спеціаліст відділу культури                |
| 16                                                      | Каправчук Тетяна Леонідівна    | 03.11.2010            | середня | позапартійна                                   | дошкільний навчальний заклад № 2, помічник вихователя    |
| 18                                                      | Власюк Сергій Васильович       | 03.11.2010            | середня | позапартійний                                  | КП «Мурованокуриловецький комунсервіс», начальник        |
| 19                                                      | Дорош Олександр Серафімович    | 03.11.2010            | середня | член Комуністичної партії України              | збирач молока                                            |
| 27                                                      | Білан Іван Григорович          | 03.11.2010            | вища    | позапартійний                                  | пенсіонер                                                |
| 29                                                      | Андрущак Людмила Іванівна      | 03.11.2010            | вища    | позапартійна                                   | селищна рада, секретар                                   |
| 31                                                      | Кушнір Лариса Вікторівна       | 03.11.2010            | середня | член Комуністичної партії України              | ЦРЛ, медсестра                                           |
| 32                                                      | Кнауб Ігор Аренгольдович       | 03.11.2010            | середня | позапартійний                                  | цех електрозв'язку, інженер                              |
| Партія регіонів                                         |                                |                       |         |                                                |                                                          |
| 4                                                       | Синчук Галина Петрівна         | 03.11.2010            | вища    | позапартійна                                   | ВОД «Райффайзен» Банк «Аваль», керуюча                   |
| 6                                                       | Базишен Василь Дмитрович       | 03.11.2010            | вища    | член Партії регіонів                           | РДА, начальник відділу розвитку інфраструктури           |
| 8                                                       | Висоцький Вадим Олександрович  | 03.11.2010            | вища    | член Партії регіонів                           | «Приватбанк», оператор                                   |
| 13                                                      | Бринзюк Віктор Олександрович   | 03.11.2010            | вища    | член Партії регіонів                           | приватний підприємець                                    |
| 15                                                      | Недобейко Тетяна Петрівна      | 03.11.2010            | вища    | позапартійна                                   | аптека «Джерело», завідувачка                            |
| 17                                                      | Вдовиченко Іван Леонтійович    | 03.11.2010            | вища    | член Партії регіонів                           | пенсіонер                                                |
| 20                                                      | Кукурудза Лілія Василівна      | 03.11.2010            | вища    | позапартійна                                   | управління пенсійного фонду, заступник начальника        |
| 21                                                      | Григораш Людмила Василівна     | 03.11.2010            | вища    | позапартійна                                   | БДЮТ, директор                                           |
| 22                                                      | Корначук Ганна Віталіївна      | 03.11.2010            | середня | позапартійна                                   | районний суд, старший секретар                           |
| 23                                                      | Вакуляк Жанна Миколаївна       | 03.11.2010            | вища    | позапартійна                                   | СТ «Тріумф», голова                                      |
| 26                                                      | Бернада Петро Володимирович    | 03.11.2010            | вища    | член Партії регіонів                           | ПрАТ МКЗ «Регіна», майстер цеху видува                   |
| Партія «Реформи і порядок»                              |                                |                       |         |                                                |                                                          |
| 28                                                      | Дідушок Лариса Борисівна       | 03.11.2010            | вища    | член Партії «Реформи і порядок»                | фінансове управління, начальник відділу доходів          |
| Політична партія Всеукраїнське об'єднання «Батьківщина» |                                |                       |         |                                                |                                                          |
| 7                                                       | Марецький Василь Іванович      | 03.11.2010            | вища    | член Всеукраїнського об'єднання «Батьківщина»  | фірма «Вітязь» м. Київ, охоронник                        |
| 25                                                      | Жучковський Олег Павлович      | 03.11.2010            | вища    | член Всеукраїнського об'єднання «Батьківщина»  | школа-інтернат, вчитель                                  |
| Християнсько-демократична партія України                |                                |                       |         |                                                |                                                          |
| 24                                                      | Штефанюк Людмила Іванівна      | 03.11.2010            | вища    | член Християнсько-демократичної партії України | загальноосвітня школа-гімназія I-III ст., вчитель        |
| Самовисування                                           |                                |                       |         |                                                |                                                          |
| 12                                                      | Мельникова Ірина Борисівна     | 03.11.2010            | вища    | позапартійна                                   | РДА, державний адміністратор дозвільного центру          |
| 30                                                      | Чорпіта Василь Іванович        | 03.11.2010            | вища    | позапартійний                                  | РДА, начальник оргвідділу                                |